# Vedat Türkali
Vedat Türkali (* 13. Mai 1919 als Abdülkadir Pirhasan in Samsun; † 29. August 2016 in Yalova) war ein türkischer Schriftsteller und Drehbuchautor.

## Leben
Ab 1942 studierte er Literatur in Istanbul und wurde anschließend Gymnasiallehrer. 1951 wurde er wegen seiner Mitgliedschaft in der Kommunistischen Partei der Türkei (TKP) von einem Militärgericht zu acht Jahren Gefängnis verurteilt, von denen er sieben absitzen musste.
Zusammen mit Rıfat Ilgaz gab er Gar heraus. Ab 1960 war er ein relativ erfolgreicher Drehbuchautor und arbeitete teilweise auch als Regisseur. Bei den Filmfestspielen von Antalya wurde er 1977 für sein Drehbuch zu dem Film Kara Çarşaflı Gelin (Die Braut mit dem schwarzen Schleier) ausgezeichnet.
Bis zu seinem Tod war er ein engagierter Kämpfer für die Menschenrechte, der die Zustände in den türkischen Gefängnissen kritisierte.  Er starb 2016 im Alter von 96 Jahren in Yalova und wurde auf dem  Friedhof Zincirlikuyu im europäischen Teil von Istanbul neben seiner drei Jahre zuvor verstorbenen Frau beigesetzt.

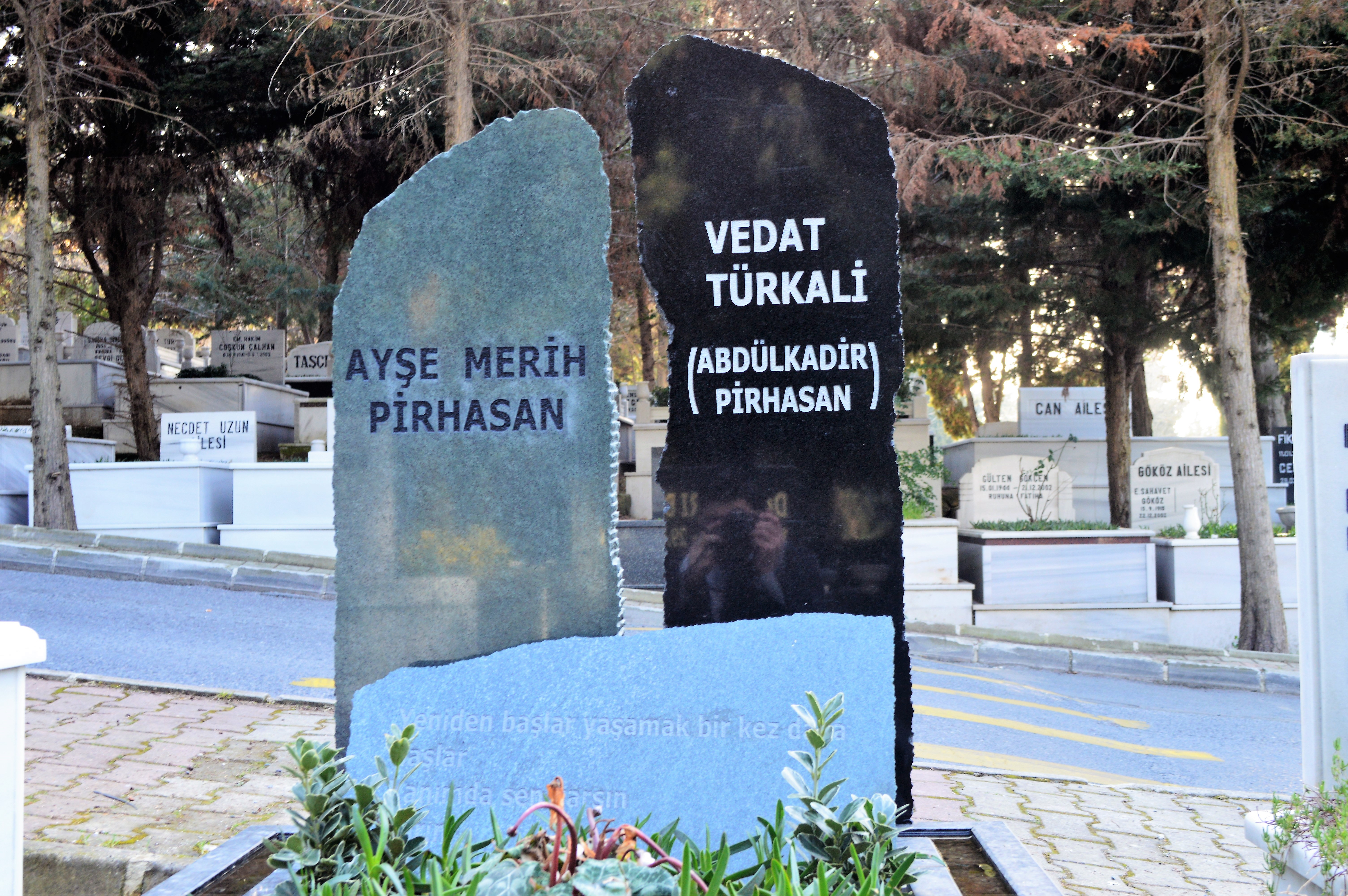
Familiengrab von Vedat Türkali (1919–2016) und seiner Frau Ayşe Merih Pirhasan (1919–2013) auf dem Friedhof Zincirlikuyu auf der europäischen Seite von Istanbul

## Auszeichnungen
- 1976: Orhan-Kemal-Literaturpreis